# Пам'ятна банкнота

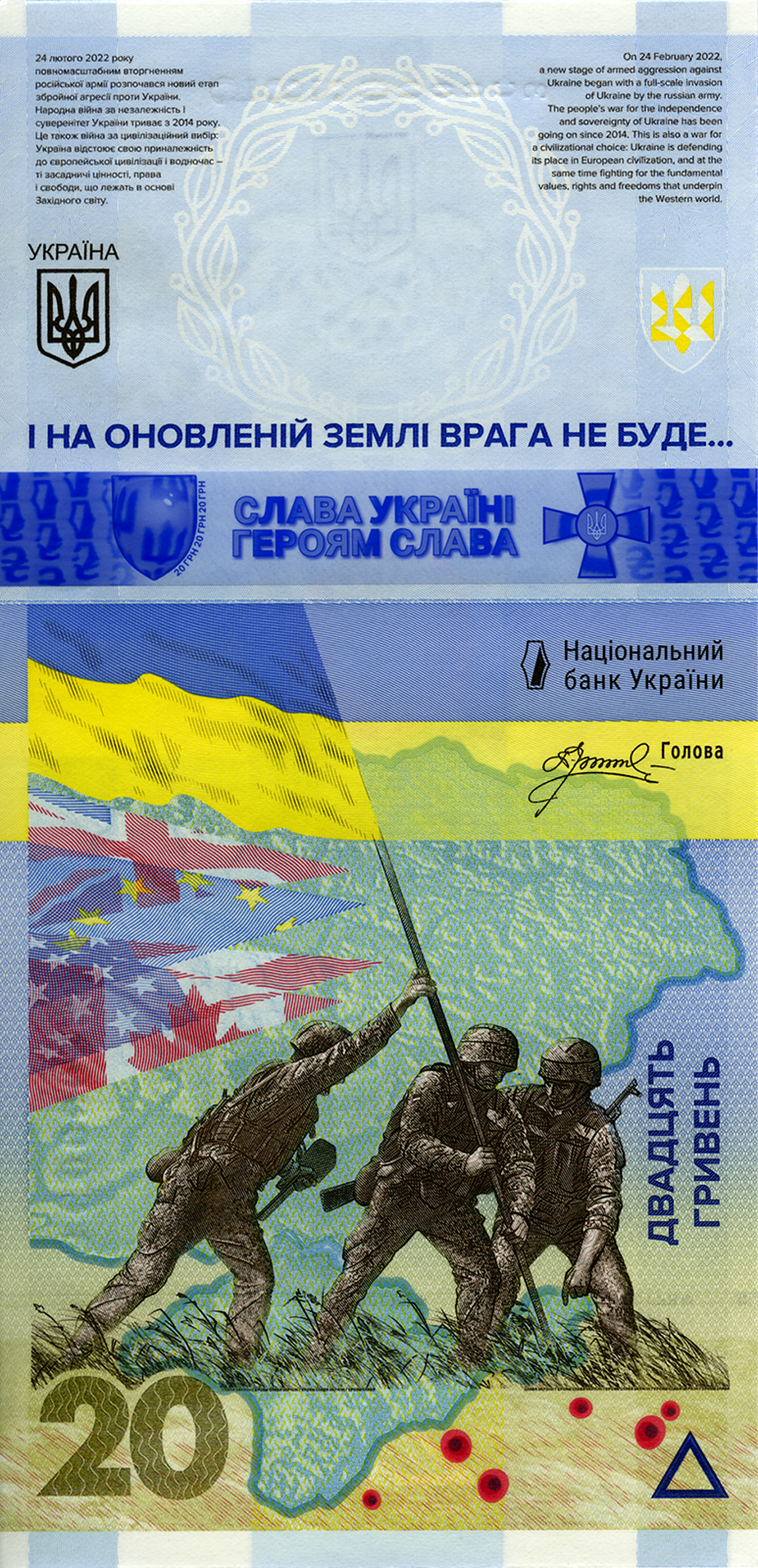
Пам`ятна банкнота України номіналом 20 гривень зразка 2023 року «ПАМ'ЯТАЄМО! НЕ ПРОБАЧИМО!» (аверс)

Пам'ятна банкнота — це банкнота, випущена Національним банком країни на честь певної події. До таких банкнот належать: 

## Африка
- Пам'ятні банкноти гамбійського даласі
- Пам'ятні банкноти замбійської квачі
- Пам'ятні банкноти мавританського угія
- Пам'ятні банкноти лесотського лоті
- Пам'ятні банкноти угандійського шилінга

## Північна, Центральна та Південна Америка
- Пам'ятні банкноти бразильського реала
- Пам'ятні банкноти гаянського долара
- Пам'ятні банкноти гватемальського кетсаля
- Пам'ятні банкноти канадського долара
- Пам'ятні банкноти Коста-Ріки
- Пам'ятні банкноти долара Тринідаду і Тобаго

## Азія
- Пам'ятні банкноти бангладешської таки
- Пам'ятні банкноти бутанського нгултрума
- Пам'ятні банкноти брунейського долара
- Пам'ятні банкноти китайського юаня
- Пам'ятні банкноти гонконгського долара
- Пам'ятні банкноти індонезійської рупії
- Пам'ятні банкноти казахстанського теньге
- Пам'ятні банкноти киргизького сома
- Пам'ятні банкноти маканської патаки
- Пам'ятні банкноти малайзійського рінггіта
- Пам'ятні банкноти філіппінського песо
- Пам'ятні банкноти сінгапурського долара
- Пам'ятні банкноти шрі-ланкійської рупії
- Пам'ятні банкноти тайського бата

## Європа
- Пам'ятні банкноти білоруського рубля
- Пам'ятні банкноти придністровського рубля
- Пам'ятні банкноти румунського лея
- Пам'ятні банкноти російського рубля
- Пам'ятні банкноти української гривні
- Пам'ятні банкноти чеської крони

## Океанія
- Пам'ятні банкноти вануатського вату
- Пам'ятні банкноти фіджійського долара
- Пам'ятні банкноти новозеландського долара

## Дивись також
- Пам'ятна монета
- Перелік будівель і споруд, зображених на банкнотах
- Список історичних валют